# Glaucocarpum suffrutescens
Glaucocarpum suffrutescens là một loài thực vật có hoa trong họ Cải. Loài này được (Rollins) Rollins mô tả khoa học đầu tiên năm 1938.